# Guerra civile scozzese (1568-1573)
La guerra civile scozzese (1568-1573) (detta anche guerra civile mariana dal nome della regina Maria Stuarda che innescò gli scontri), fu un conflitto perdurato dall'abdicazione di Maria Stuarda e dalla sua fuga dal castello di Loch Leven nel maggio del 1568 sino al 1573. I reggenti che governavano la Scozia in nome di suo figlio Giacomo VI ancora infante, combatterono contro i sostenitori della regina che si trovava in esilio in Inghilterra. Il castello di Edimburgo, la cui guarnigione era rimasta fedele alla sovrana, divenne il punto focale del conflitto e si arrese solo dopo l'intervento diretto dell'esercito inglese nel conflitto nel maggio del 1573. Il conflitto nel 1570 venne definito "una guerra intestina nello stomaco del commonwealth".

## Uomini della regina e uomini del re
I sostenitori della regina Maria godevano del supporto internazionale perché in molti non trovavano corretta la deposizione di Maria Stuarda. I sostenitori del giovane re ritenevano che la loro fosse più che altro una guerra di religione come quella scoppiata in Francia, con loro che combattevano per l'"unica vera religione", quella protestante. Maria era riuscita a fuggire dalla sua prigione presso il castello di Lochleven ed a rientrare in contatto coi suoi sostenitori nella Scozia occidentale, ma era stata sconfitta nella battaglia di Langside dal fratellastro James Stewart, I conte di Moray. Maria venne quindi costretta a portarsi in esilio in Inghilterra.
Il conte di Moray, reggente di Scozia, presiedette dunque il consiglio di reggenza dello stato. Maria aveva dipeso molto nell'ultima guerra dagli uomini del clan Hamilton e le rivalità con questo clan stabilirono gli alleati e i nemici in Scozia del partito della regina.

## Il reggente Moiray marcia da ovest e da nord
Il conte di Moray si mosse contro i sostenitori della regina Maria a sudovest in una spedizione militare nel giugno del 1568 che prese il nome di "Raid di Dumfries" o "Raid di Hoddom". L'esercito del reggente con tanto di artiglieria al seguito si portò a Biggar dove gli alleati ottennero il segnale di attacco il 10 giugno. Biggar si trovava nel feudo di lord Fleming che si era schierato con la regina Maria. L'esercito del re di Scozia era protetto da un gruppo di scout guidati da Alexander Hume di Manderston e dall'avanguardia comandata personalmente dal conte di Morto e da Alexander Home, V lord Hume, seguiti poi dagli uomini del castellano di Cessford e da quelli di Walter Scott, IV barone di Buccleuch.
Lungo la sua marcia, il conte di Moray catturò i castelli appartenenti ai sostenitori di Maria, incluso il castello di lord Fleming a Boghall, quello di Skirling, quello di Crawford, quello di Sanquhar, quello di Hoddom e quello di Annan dove si incontrò con Henry Scrope, IX barone Scrope di Bolton, comandante del castello di Carlisle, per discutere i piani di guerra. Scrope riportò gli uomini del reggente come pari a 6000 unità. Il conte di Moray conquistò quindi il castello di Lochmaben che il castellano di Drumlanrig aveva abbandonato, e poi prese il possesso di Lochwood e Lochhouse per poi dirigersi verso Edimburgo passando per Peebles. A Dumfries, diversi degli uomini di John Maxwell, VIII lord Maxwell si arresero. Il conte di Moray distrusse quindi il castello di Rutherglen che rase al suolo nel 1569 come vendetta contro gli Hamilton per essersi schierati con Maria di Scozia.
Nel giugno del 1569 il conte di Moray si portò a nord verso Brechin dove accettò gli ostaggi inviatigli da George Gordon, V conte di Huntly e si diresse poi verso Aberdeen dove ebbe modo di parlare con lo stesso Huntly. Ad Inverness, il 4 giugno 1569, il conte di Moray incontrò i capiclan delle Highlands assieme ai conti di Caithness e Sutherland ed a lord Lovat.

## Gli uomini della regina a Dumbarton
I sostenitori dell'esiliata regina avevano ancora il possesso del castello di Dumbarton, una fortezza che disponeva anche di un porto sul fiume Clyde. Il castellano locale era lord Fleming, sostenuto da altri "uomini della regina" tra cui il capitano di Biggar e lord Sempill, che stoccò al castello diverse provviste portate dalle campagne circostanti. Nel dicembre del 1569, William Drury, maresciallo di Berwick, venne a sapere che il generale spagnolo duca di Alba stava inviando truppe in aiuto dalle Fiandre. Il conte di Moray si pose quindi come primo obbiettivo la presa del castello locale cosa contava di portare a compimento nel 1569.
Le truppe spagnole non si materializzarono all'orizzonte, ma gli "uomini del re" non riuscirono a conquistare il castello di Dumbarton sino all'aprile del 1571. George Buchanan, storico contemporaneo e parteggiatore per gli uomini del re, diede un resoconto completo della caduta di Dumbarton. Secondo il suo racconto un soldato della guarnigione disertò dopo che lord Fleming fece frustare pubblicamente sua moglie, accusata di furto. Il disertore si incontrò con Robert Douglas, legato al reggente Lennoz, e con John Cunningham of Drumquhassle e discusse con questi della strategia migliore per conquistare il castello. Il disertore promise di prendere il castello con un pugno di soldati.
Il consiglio privato ed il reggente optarono per un assalto su piccola scala guidato da Thomas Crawford di Jordanhill, e programmato per il 1º aprile. Crawford informò i suoi uomini dell'obiettivo la notte precedente l'attacco, a Dumbuck Hill, a un miglio di distanza da Dumbarton.

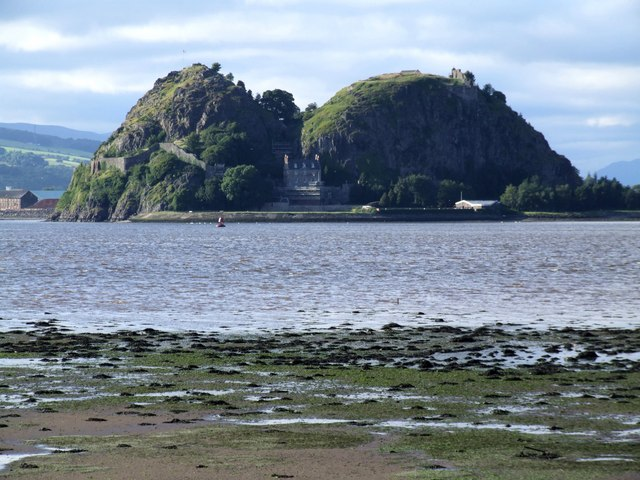
Il castello di Dumbarton controllava il fiume Clyde e rimase nelle mani dei sostenitori della regina Maria sino all'aprile del 1571

Crawford marciò verso il castello prima del sorgere del sole, incontrando però diversi ostacoli: prima si trovò d'innanzi un ponte distrutto e poi i suoi uomini rimasero terrorizzati dalla vista di alcuni fuochi fatui. Tre sentinelle del castello avvistarono l'avanguardia nemica, ma vennero uccise. Gli uomini del re iniziarono a penetrare nelle mura del castello che, ormai antiquate e senza adeguate riparazioni, si sgretolarono davanti agli assediati. Lord Fleming fuggì, ma John Fleming, capitano di Boghall (o Biggar), John Hamilton, arcivescovo di St Andrews, Verac un diplomatico francese giunto sul posto con delle munizioni, Alexander Master di Livingstone e un inglese di nome Johnson vennero tutti catturati. Verac e l'inglese vennero rilasciati, Fleming venne imprigionato e l'arcivescovo venne portato a Stirling e quindi impiccato.
Nel settembre del 1571, un cannone da Dumbarton venne portato ad Edimburgo per essere utilizzato contro gli uomini della regina che avevano costruito una barricata per sbarrare High Street e che ancora tenevano saldamente il castello locale.

## La guerra si sposta a Edimburgo

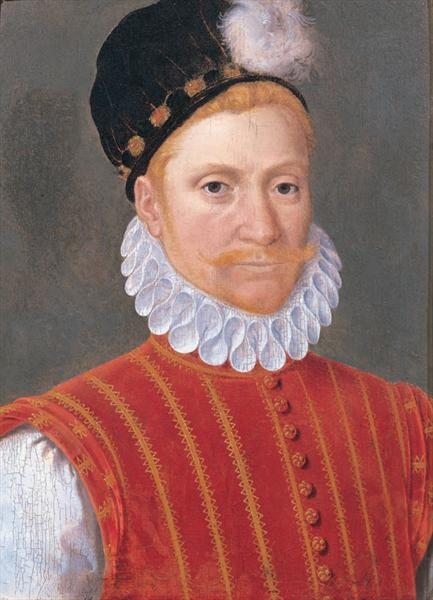
Sir William Kirkcaldy di Grange, dipinto di Jean Clouet

Il castello di Edimburgo venne inizialmente abbandonato del suo comandante, James Balfour, nelle mani del reggente conte di Moray, il quale nominò Sir William Kirkcaldy di Grange quale suo custode. Grange era una persona di fiducia del reggente, ma dopo l'assassinio di lord Moray nel gennaio del 1570, la sua fedeltà alla causa degli uomini del re iniziò a venire meno. Dopo la presa del castello di Dumbarton da parte degli uomini del re nell'aprile del 1571, Grange cambiò definitivamente schieramento, occupando il castello e la città per conto della regina Maria contro il nuovo reggente, il conte di Lennox. Le ostilità si aprirono nell'aprile di quell'anno, dopo che Grange ebbe arrestato il lord prevosto di Edimburgo, James MacGill di Nether Rankeillour.
Il 22 aprile due sostenitori della regina, Arthur Hamilton di Merrynton ed Alexander Baillie di Lamington, catturarono il sarto del re, James Inglis nei pressi della chiesa di san Cutberto. Questi tornava dal castello di Stirling, dove si era recato per aggiustare alcuni abiti del re. Inglis venne rilasciato due giorni dopo quando il diacono di Crafts ebbe parlato con lord Kirkcaldy. Kirkcaldy iniziò a rinforzare le difese del castello sulla base dei progetti di Migliorino Ubaldini.
Il primo scontro avvenne a maggio presso "Lousie-Law", una collina sul Burgh Muir con una buona vista sul castello di Edimburgo. Seguì un mese di assedio alla città di edimburgo da parte degli uomini del re e poi un secondo breve assedio nel mese di ottobre. Il 13 maggio gli uomini del re costruirono un piccolo ridotto per l'artiglieria sufficiente ad ospitare tre cannoni sul "Dow Craig" nei pressi di Calton Hill appena sopra Trinity College Kirk, località che venne attaccata quella stessa notte. Il blocco al castello e le schermaglie continuarono, mentre il 2 giugno 1571 veniva combattuto uno scontro ulteriore al castello di Craigmillar ed al Gallow Hill di Leith (moderna Shrubhill) il 10 giugno. Il 26 giugno, in quello che dienne noto successivamente come il "sabato nero", il conte di Morton portò i suoi soldati ad Hawkhill presso Restalrig, fatto che portò Grange a trasferire i suoi uomini al di fuori di Quarry Holes (all'incrocio tra le attuali Easter Road e Abbey Mount). Gli uomini di Morton inseguirono il nemico sino a Water Gate, nella parte più orientale della Canongate. A luglio, gli uomini del re si insediarono nel palazzo di Holyroodhouse e Grange rispose il 25 luglio piazzando dei cannoni presso "Black Friar Yard" (attuale High School Yards) puntati proprio contro il palazzo.
Vennero fatti dei tentativi da parte dei francesi di supportare Grange ed il castello e George, lord Seton, negoziò col duca d'Alba nei Paesi Bassi spagnoli per ottenere ulteriore supporto. Nel luglio del 1571, John Chisholm, controllore dell'artiglieria reale, venne catturato appena fuori Dieppe con la cassa di denaro dell'esiliato vescovo di Glasgow, James Beaton, oltre a palle di cannoni di quattro diversi calibri e diverse picche. Venne arrestato da Patrick, lord Lindsay, ma riuscì comunque a far pervenire del denaro a Grange. Per quanto Chisholm si portò quindi al North Queensferry il suo intento doveva essere quello di catturare il castello di Tantallon e collegarsi così coi sostenitori di Maria che pure avevano provato ad attaccare il castello senza successo il 2 luglio.
Nel contempo, Grange iniziò a demolire le case che si trovavano presso il Canongate e da lì sino al porto per creare un campo di battaglia aperto. Gli uomini di Grange, soprannominato ora "i castigliani" dal momento che il grosso della loro componente proveniva per l'appunto dalla Castiglia, demolirono ulteriori case a partire dal febbraio del 1572. Il legno derivato dai tetti venne utilizzato come combustibile per sabotare le locali miniere di carbone, e le demolizioni proseguirono. I castigliani smantellarono in tutto 50 case e cercarono anche di ottenere estorcere dei prestiti in denaro ai cittadini più ricchi.

### La guerra civile a nord
Nel frattempo, nel nord della Scozia, Adam Gordon di Auchindoun, fratello del conte di Huntly, combatteva per la causa della regina. Il conte di Mar, uno dei reggenti, incoraggiò il Clan Forbes a combattere per la sua causa dal momento che da tempo questo clan era in lotta coi Gordon dell'Aberdenshire. Le forze di Gordon vennero attaccate da quelle dei Forbes, comandati da Black Arthur Forbes, nella battaglia di Tillieangus del 10 ottobre 1571, ed i Forbes ne risultarono sconfitti. Il conte di Mar inviò quindi sul posto un esercito comandato dai capitano Chisholm e Wedderburn, ed il conte di Huntly inviò ulteriori forze a nord partendo da Edimburgo con l'ordine di "colpire i Forbes più forte possibile." I Forbes vennero nuovamente sconfitti quando marciarono contro i Gordon ad Aberdeen nella battaglia di Craibstone del 20 novembre 1571, ed Arthur Forbes venne ucciso. Il figlio di Lord Forbes venne imprigionato nel castello di Huntly.

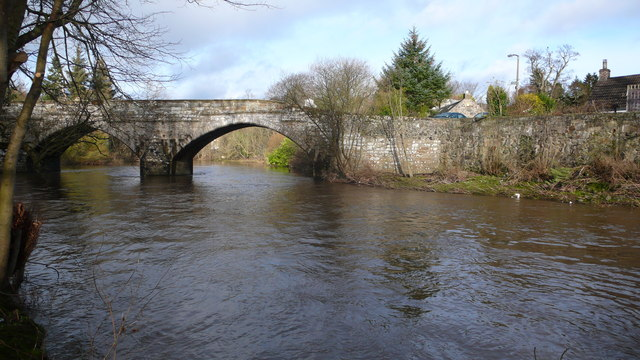
I soldati inviati a supporto di Adam Gordon vennero catturati presso il ponte di Cramond nel 1572 e giustiziati

Uno degli uomini di Adam Gordon, il capitano Thomas Ker, venne inviato a chiedere la resa del castello di Corgarff. Di fronte al rifiuto del nemico, Gordon diede ordine di dare alle fiamme il castello con tutti gli occupanti al suo interno, trentotto membri della famiglia Forbes. Questo fatto divenne noto come "La ballata di Edom o'Gordon". Gordon marciò quindi su Montrose e costrinse il villaggio locale a sottometterglisi dietro pagamento di 2000 sterline e due botti di vino. Il castello di Broughty, catturato dagli uomini della regina, venne restituito al reggente nell'aprile del 1572.
Il 24 aprile 1572, venne fatto un nuovo tentativo di inviare dei soldati a nord da Edimburgo per combattere assieme ad Adam Gordon per la causa della regina. Gli uomini, partiti dal castello di Blackness, dovettero arrendersi presso il ponte di Cramond sul fiume Almond di fronte a preponderanti forze nemiche a piedi e a cavallo comandate dal conte di Morton. Quindici dei prigionieri vennero giustiziati sul posto, mentre i restanti cinque uomini vennero portati a Leith per essere impiccati. Adam Gordon, nel frattempo, si pose ad assediare Glenbervie e sconfisse gli uomini del re a Brechin.

### L'ultimo anno del "lungo assedio"
Il castello di Niddry, a circa 11 miglia ad ovest di Edimburgo, era tenuto dagli uomini della regina comandati da lord Seton. Secondo la cronaca Historie of James the Sext, quando Niddry venne attaccato in aprile ed a giugno del 1572, la guarnigione del castello di Edimburgo gli diede il supporto richiesto attaccando anche il castello di Merchiston che era tenuto dagli uomini del re.
Gli uomini del re si appellarono ad Elisabetta I d'Inghilterra per ottenere aiuto dal momento che mancavano di artiglieria e denaro necessario per sottomettere il castello di Edimburgo e temevano nel contempo che Grange potesse ricevere assistenza dalla Francia. Elisabetta inviò degli ambasciatori a negoziare e nel luglio del 1572 venne sottoscritta una tregua. La città di Edimburgo, difatti, si arrese agli uomini del re, ma Grange rimase confinato coi suoi uomini al castello.
La tregua terminò il 1º gennaio 1573 e Grange iniziò quindi a bombardare la città dalla sua posizione. Ad ogni modo, i suoi rifornimenti di polvere da sparo e colpi, stavano giungendo al termine e, pur avendo ancora 40 cannoni a propria disposizione, aveva con sé solo sette cannonieri nella sua guarnigione. Le forze del re, sotto il comando del conte di Morton, pianificarono così attentamente l'assedio. Vennero scavate delle trincee attorno al castello ed il St Margaret's Well, una delle principali fonti d'acqua che rifornivano la fortezza, venne avvelenato con arsenico e carne marcia. Nel frattempo vennero piazzati dei cannoni per bombardare il castello. Alla fine i negoziati condotti dal diplomatico inglese Henry Killigrew e il partito della regina portarono alla "Pace di Perth" che venne sottoscritta il 15 febbraio 1573, dopo che il conte di Huntly ebbe incontrato il conte di Morton al castello di Aberdour e tutti gli altri sostenitori della regina si furono arresi, ad eccezione di Grange e dei suoi castigliani.
Grange si risolse a continuare a resistere, malgrado ora avesse carenze anche di acqua potabile. Con lui rimase anche William Maitland, ex segretario della regina Maria, suo fratello John Maitland, Alexander Home, V lord Home, Robert Melville, I lord Melville, Robert Crichton, vescovo di Dunkeld, Robert Logan di Restalrig ed il governatore del castello, Henry Echlin di Pittadro. La guarnigione continuò a bombardare la città, uccidendo diversi cittadini e con diverse sortite misero a ferro e fuoco più di cento case, sparando a chiunque cercasse di spegnere l'incendio.
In aprile, una forza di circa 1000 soldati inglesi guidati da William Drury, giunse ad Edimburgo. Questi portavano con sé 27 cannoni provenienti da Berwick-upon-Tweed, incluso uno proveniente dallo stesso castello di Edimburgo e catturato in precedenza dagli inglesi a Flodden. Gli uomini di Drury predisposero una batteria presso Castle Hill, proprio di fronte al castello, ad est, mentre cinque altre batterie vennero posizionate a nord, ad ovest ed a sud, assieme ad alcune trincee.
Il 17 maggio 1573 le batterie erano pronte ed iniziò il bombardamento che perdurò per i 12 giorni successivi con uno scambio di quasi 3000 colpi. I cannoni del castello tornarono a rombare il 21 maggio. La David's Tower cadde il 23 maggio.
Il 26 maggio, gli inglesi attaccarono e catturarono le fortificazioni del castello. Il giorno successivo, Grange uscì dal castello dopo aver chiesto un cessate il fuoco per permettere i negoziati di resa. Quando gli divenne chiaro che non sarebbe stato lasciato libero nemmeno se si fosse arreso, Grange si risolse a riprendere la resistenza, ma la guarnigione questa volta gli si ammutinò. Grange venne costretto a negoziare con Drury e gli inglesi entrarono nel castello di Edimburgo il 28 maggio.
Drury pagò ai lavoranti scozzesi un bawbee per ogni palla di cannone recuperata nel castello. I gioielli della corona vennero ritrovati in una cassa nella cantina della fortezza. Drury portò i comandanti della resistenza a Leith e dopo una settimana li trasferì presso il conte di Morton. William Kirkcaldy di Grange, suo fratello James e due gioiellieri di nome James Mosman e James Cockie che al castello avevano battuto moneta col nome di Maria, vennero impiccati alla croce mercantile di Edimburgo il 3 agosto.

### I gioielli della regina Maria
Dieci anni dopo questi fatti, il diplomatico inglese Thomas Randolph scriveva a Francis Walsingham per certificare che ciò che Drury aveva ritrovato erano effettivamente i gioielli appartenuti alla regina Maria che Archibald Douglas aveva cercato di vendere. I gioielli vennero in gran parte recuperati successivamente.

## Il coinvolgimento dell'Inghilterra

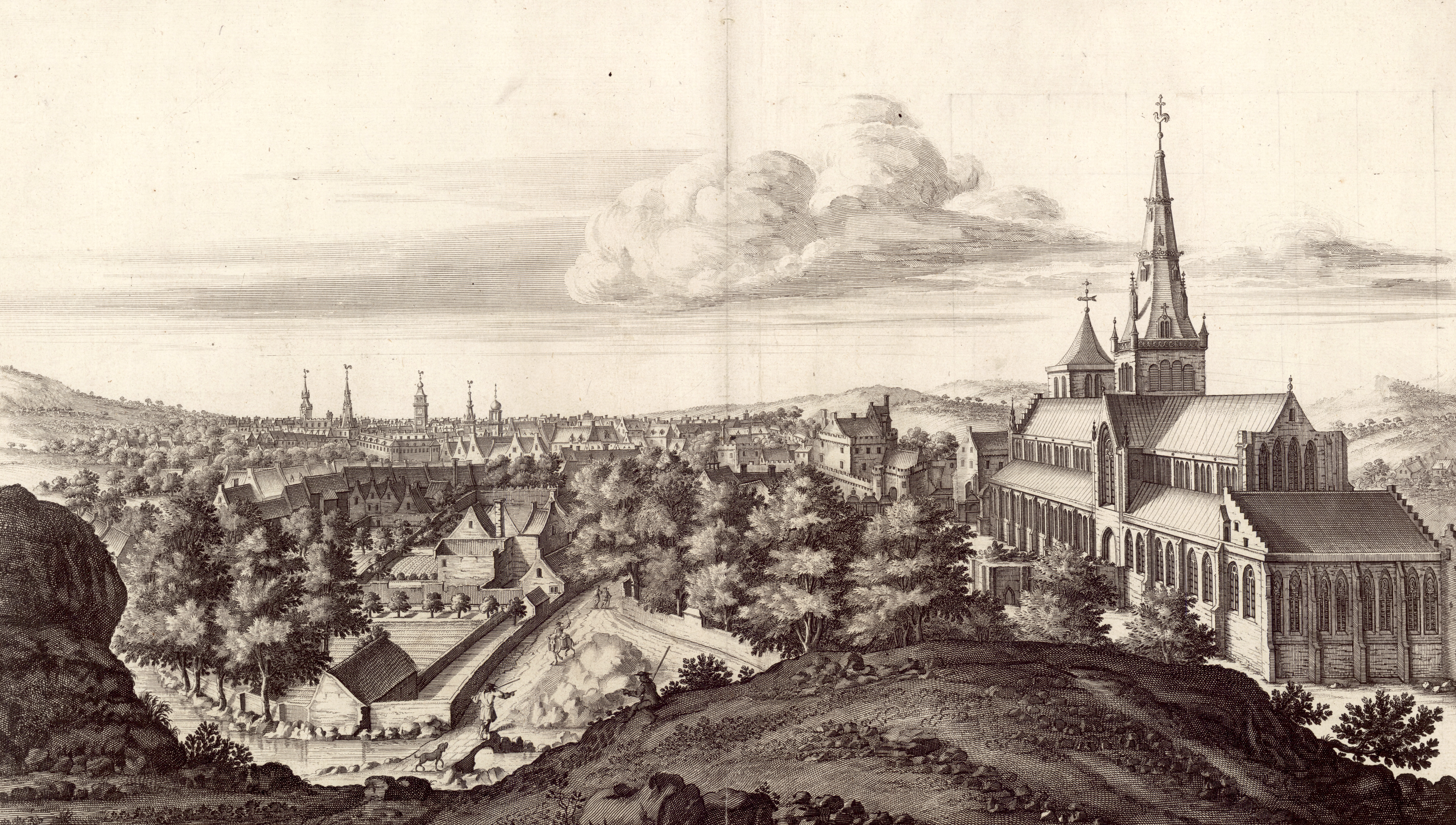
La cattedrale di Glasgow ed il castello locale vennero catturati dagli uomini del re nell'aprile del 1571; dipinto di John Slezer, (1693)

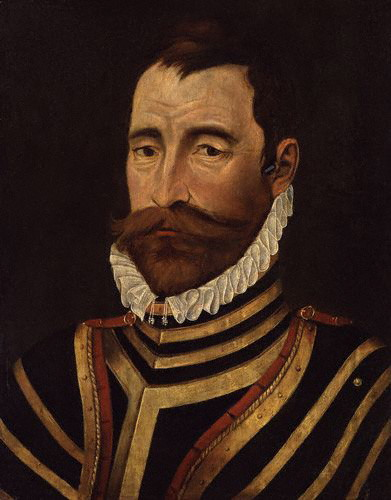
Sir William Drury comandò due missioni militari composte da soldati inglesi in Scozia

Il conte di Moray ed il suo segretario John Wood tentarono nuovamente di ottenere il supporto degli inglesi per incriminare la regina Maria della morte di lord Darnley. Il conte di Moray cercò inoltre di rivendere a Londra i gioielli privati della regina, compreso quello che venne scambiato per un corno di unicorno e che era invece un corno di narvalo. La regina Elisabetta coi suoi consiglieri furono inizialmente riluttanti ad intervenire, dal momento che il loro intento era quello di riconciliarsi col governo scozzese.
Il conte di Moray venne assassinato nel gennaio del 1570 da un membro della famiglia Hamilton. Elisabetta inviò un esercito in scozia nel maggio del 1570 che raggiunse Glasgow, dove gli uomini della regina stavano assediando il castello locale. L'esercito era comandato dal conte di Sussex e dal conte di Lennox; il gruppo giunse ad Edimburgo il 14 maggio 1570. I sostenitori della regina, ad ogni modo, avevano abbandonato l'assedio al castello di Glasgow prima che gli inglesi giungessero sul posto il 18 maggio, e avevano fatto ritorno alle loro residenze, motivo per cui Drury tentò di assediare il castello di Dumbarton.
Dopo la rivolta dei papisti e la scoperta del complotto di Ridolfi che danneggiarono ulteriormente la reputazione della regina Maria, il conte di Mar ed il conte di Morton schierarono apertamente le loro forze contro i sostenitori della regina al castello di Edimburgo. Il diplomatico inglese Henry Killigrew lavorò per riconciliare la nobiltà scozzese a Perth nel febbraio del 1572, ottenendo la promessa che questa non avrebbe più appoggiato Maria come regina di Scozia. La caduta del castello di Edimburgo concluse la guerra civile.

## Diplomazia, propaganda e teoria elettiva della monarchia scozzese
Il segretario personale della regina Maria, John Lesley, vescovo di Ross, mantenne una corrispondenza giornaliera con la sovrana. George Seton, VII lord Seton tentò invano di ottenere soldati dalla Spagna per combattere in Scozia. Seton ottenne commissione dal duca di Châtellerault, dal conte di Huntly e dal conte di Argyll, di trattare col duca d'Alba, governatore dei Paesi Bassi spagnoli, perché potesse fornire ulteriori uomini alla causa di Maria di Scozia. Nel settembre del 1570, lord Morley incontrò Seton nella casa di Katherine Neville, moglie dell'esiliato conte di Northumberland a Bruges. La Historie and Life of James the Sext riporta come Seton tentò di convincere il duca d'Alba a provvedergli un esercito di 10 000 uomini persuadendo i soldati scozzesi a combattere a favore della Spagna nei Paesi Bassi. Il duca d'Alba, ad ogni modo, si rese conto di non poter sacrificare degli uomini per una causa che riguardava la Spagna solo secondariamente e Seton venne liquidado con la promessa solo di un supporto finanziario.
Gli uomini del re, dal canto loro, facevano appoggio chiaramente sull'Inghilterra per ottenere aiuti.

In Scozia, le opinioni e le notizie sulla guerra circolavano sotto forma di ballate e satire stampate per conto dei capi delle diverse fazioni. La difesa di lord Fleming del castello di Dumbarton divenne oggetto di una satira dal titolo The tressoun of Dumbertane, stampata ad Edimburgo presso Robert Lekprevik nel maggio del 1570. I versi, attribuiti a Robert Sempill, descrivevano il fallimento di Fleming nel cogliere di sorpresa il comandante inglese William Drury. Un'altra ballata, Answer to the Englisch Ballad, criticava il reggente di Mar, il conte di Morton ed i colleghi per la resa del conte di Northumberland agli inglesi dopo la rivolta papista;

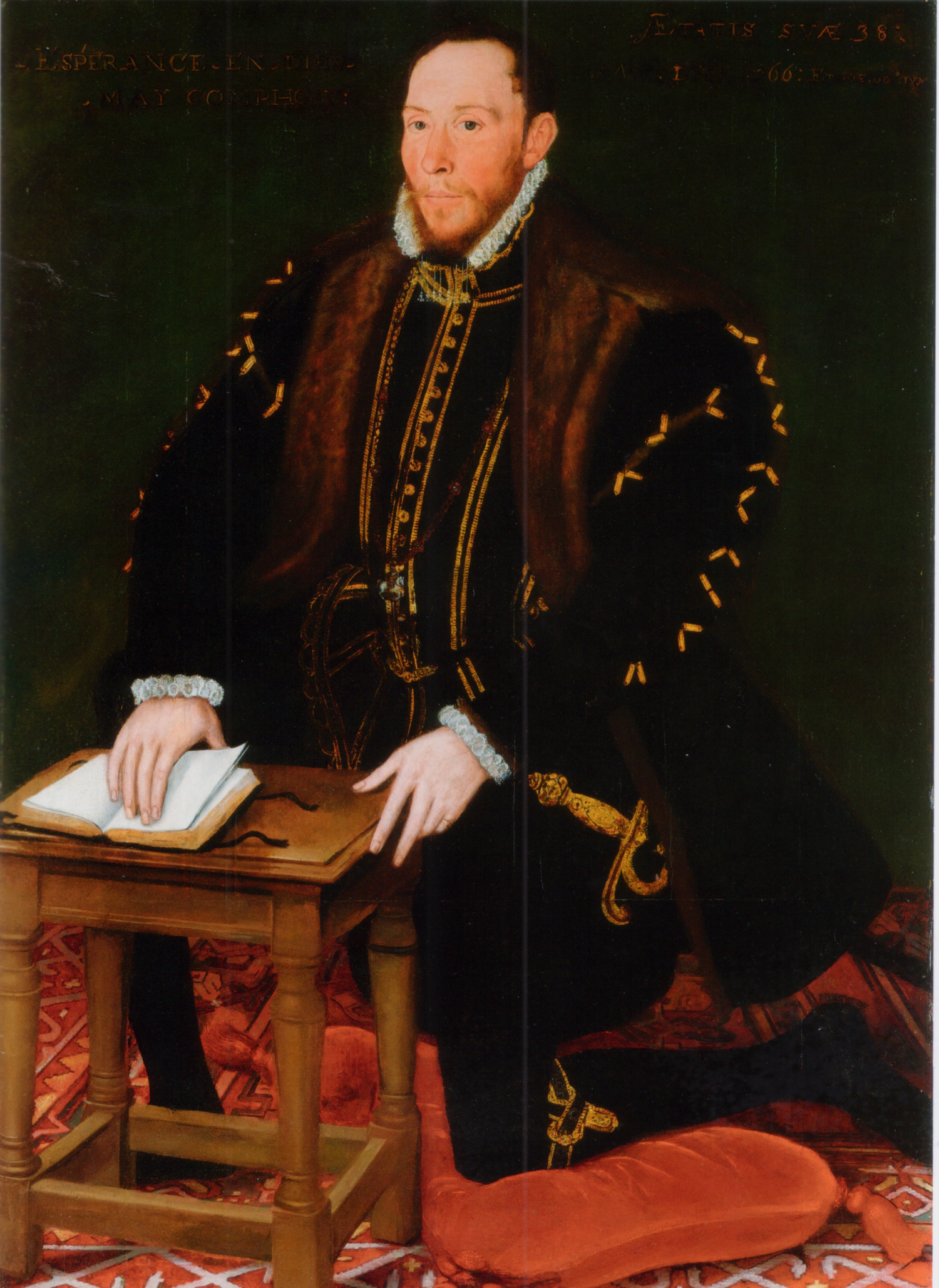
Thomas Percy, VII conte di Northumberland venne rimandato in Inghilterra per la sua esecuzione

Dopo che il complotto di Ridolfi venne reso pubblico nel 1571, vennero pubblicate una serie di satire che descrivevano la morte di lord Darnley, sia a Londra che a St Andrews, in latino ed in scozzese. In Francia, in questi stessi anni, malgrado il sostegno formale dato a Maria di Scozia da parte della corte cattolica francese, non vi fu un supporto da parte della popolazione alla causa scozzese, probabilmente per non danneggiare le relazioni diplomatiche con l'Inghilterra. Il primo lavoro a stampa pubblicato a sostegno di Maria di Scozia divenne noto col titolo di L'Innocence de Marie Roine d'Ecosse (Reims, 1573). Questo, composto da un anonimo, si presentava come una risposta al libello pubblicato a Londra da George Buchanan e difendeva pubblicamente la regina Maria. Gli ugonotti francesi, dal canto loro, risposero con Le Reveille-Matin, attribuito a Nicolas Barnaud e stampato in latino, olandese, tedesco e francese nel 1575. In quest'opera il gruppo religioso chiedeva pubblicamente l'esecuzione dell'ex sovrana scozzese.
Dopo l'esecuzione della regina Maria, Adam Blackwood scrisse Martyre de la Royne d'Escosse, Douairiere de France (1587) nella quale il conte di Moray venne dipinto in toni poco lusinghieri come maledetto sin dalla nascita. La narrazione tardo cinquecentesca Historie of King James Sext, una delle principali fonti sulla guerra civile scozzese, attribuita da alcuni a John Colville, si dimostrò favorevole agli Hamilton ed ostile ai reggenti.

### Dibattito sulla natura della monarchia scozzese
Dopo la fine della guerra civile e mentre Maria era ancora in prigionia, vennero pubblicate diverse opere scritte non solo per situare storicamente il contesto e gli eventi accaduti, ma esaminando anche alcuni aspetti teorici e storici della monarchia scozzese. George Buchanan scrisse De Jure Regni apud Scotos (1579) e, in quanto simpatizzante della fazione della regina, David Chambers di Ormond pubblicò la Histoire Abbregee de tous les Roys de France, Angleterre et Escosse, Paris (1579). Queste opere, assieme alla History of Scotland di Buchanan (1572), riportavano le storie degli antichi re scozzesi, molti mitici, che erano stati deposti giustamente o ingiustamente dai loro sudditi, comparandoli con Maria. Sia Buchanan che Chambers furono scrittori patriottici e legarono la monarchia scozzese largamente al mito, facendo provenire i primi scoti dalla Scizia dove era stato eletto il loro primo sovrano, Fergus I, in risposta ad una crisi, 251 anni dopo il loro arrivo in Scozia. Lo storico Roger A. Mason descrive la premessa del De Jure Regni come una dichiarazione di legittimità di quanto accaduto contro il rischio di una monarchia assoluta;
Buchanan espone una teoria di sovranità popolare nella sua premessa, secondo la quale i re sono nominati dal popolo per funzioni specifiche e ben definite. Va da sé che se questi venissero meno a uno dei loro compiti, vi sarebbe una rottura nel contratto tra i termini del loro giuramento ed il popolo che pertanto ha il diritto di deporli in favore di qualcuno più abile a compiere gli uffici reali. La monarchia, in breve, era una forma elettiva di governo dei re eletti dal popolo.
 Buchanan scrisse che "i re maledetti, che così spesso agiscono con tirannia sui propri sudditi, devono essere messi a tacere" insistendo sul fatto che questa stessa regola era seguita da molti clan scozzesi. La stessa leggenda venne però sfruttata anche dai sostenitori della regina Maria, ed in particolare da John Lesley che disse che la nomina di Fergus I fu dovuta a suo tempo proprio al fatto che il parlamento non sarebbe stato in grado di far fronte all'amministrazione di un popolo.
La visione di Buchanan venne in seguito vista come monarcomachica dal giurista scozzese William Barclay. Giacomo VI, del resto, si rifiutò di appoggiare la tesi di Buchanan e tentò di censurarne le opere. Nel settembre del 1583, si definì un "re assoluto".